# Michèle Carthé
Michèle Carthé (Etterbeek, 19 mei 1951) is een Belgisch politica voor de PS.

## Levensloop
Carthé behaalde in het hoger onderwijs een diploma in documentatie en informatica. Ze werd beroepshalve actief in het jeugdwerk en was nadien syndicaal gedelegeerde en communicatie-experte bij de Europese instellingen. 
Ze werd actief in het verenigingsleven in haar woonplaats Ganshoren en sloot zich eind jaren 1970 aan bij de PS. In oktober 1988 werd Carthé voor de partij verkozen tot gemeenteraadslid van Ganshoren. Van 2001 tot 2012 was ze er burgemeester en nadien van 2013 tot 2018 eerste schepen, bevoegd voor Sociale Zaken, Personeelsbeleid en Openbare Werken. Na de gemeenteraadsverkiezingen van oktober 2018 verliet ze de gemeentepolitiek van Ganshoren, nadat haar lijst Ensemble-Samen in de oppositie belandde. 
Van 1995 tot 2019 zetelde Carthé eveneens in het Brussels Hoofdstedelijk Parlement, waar ze voornamelijk actief werd in de commissies Huisvesting en Sociale Zaken en initiatieven steunde voor de oprichting van KMO's, de verbetering van de beroepsopleiding en het bevorderen van een nauwere samenwerking tussen werkzoekenden en arbeidsbemiddelaar Actiris om de werkzaamheid van jongeren te verbeteren. Ook ijverde ze voor de verdere uitbouw van nabijheidsdiensten zoals kinderdagverblijven, familiehulp en maaltijdverzorging en zorgbijstand voor zelfstandig wonende ouderen. 
Als Franstalig Brussels parlementslid zetelde ze automatisch ook in het Parlement francophone bruxellois, de parlementaire assemblee van de Franse Gemeenschapscommissie. Daar was ze van 2013 tot 2014 PS-fractieleider en van 2014 tot 2019 ondervoorzitter. Ook was ze van 1999 tot 2002 lid van het Parlement van de Franse Gemeenschap, waar ze van 1999 tot 2001 ondervoorzitter was van de commissie Cultuur, Audiovisuele Media en Bioscopen. Bij de verkiezingen van mei 2019 was ze geen kandidaat meer.